# Varanodontinae
Waranodonty – podrodzina gadów ssakokształtnych z rodziny Varanopidae. Żyły od późnego karbonu do wczesnego permu na terenie dzisiejszej Ameryki Północnej oraz Afryki.

## Rodzaje
- Elliotsmithia,
- aerozaur,
- Varanodon,
- waranops.